# Station Trevatn
Station Trevatn is een station in Trevatn in de gemeente Søndre Land in fylke Innlandet in Noorwegen. Trevatn werd in 1989 gesloten. Het stationsgebouw uit 1902 is nog aanwezig.